# Calcifédiol
Le Calcifédiol, également connu sous le nom de calcidiol, 25-hydroxycholécalciférol, ou 25-hydroxyvitamine D3 (en abrégé 25(OH)D3), est une forme de vitamine D produite dans le foie par hydroxylation de la vitamine D3 (cholécalciférol) par l'enzyme vitamine D 25-hydroxylase,,. Le calcifédiol peut ensuite être hydroxylé par l'enzyme 25(OH)D-1α-hydroxylase, principalement dans le rein, pour former le calcitriol (1,25-(OH) 2D3 ), qui est la forme hormonale active de la vitamine D,,.
Le calcifédiol est fortement lié dans le sang à une protéine particulière. La mesure du calcifédiol sérique est le test habituel effectué pour déterminer le statut en vitamine D d'une personne, pour montrer une carence ou une suffisance en vitamine D,. Le calcifédiol est disponible sous forme de médicament oral dans certains pays pour compléter le statut en vitamine D,,.

## Biologie
Le calcifédiol est le précurseur du calcitriol, la forme active de la vitamine D,. Il est synthétisé dans le foie, par hydroxylation du cholécalciférol (vitamine D 3) en position 25. Cette réaction enzymatique de la 25-hydroxylase est principalement due aux actions du CYP2R1, présent dans les microsomes, bien que d'autres enzymes telles que le CYP27A1 mitochondrial puissent y contribuer,. Les variations de l'expression et de l'activité du CYP2R1, telles que de faibles taux chez les personnes obèses, affectent le calcifédiol circulant. De même, la vitamine D2, l'ergocalciférol, peut également être 25-hydroxylée pour former le 25-hydroxyergocalciférol, (ercalcidiol, 25 (OH)D2); les deux formes sont mesurées ensemble dans le sang en tant que 25(OH)D,.
Avec un apport typique de cholécalciférol (jusqu'à 2000 UI/jour), la conversion en calcifédiol est rapide. Lorsque de fortes doses sont administrées (100 000 UI), il faut 7 jours pour atteindre les concentrations maximales de calcifédiol. Le calcifédiol se lie dans le sang à la protéine liant la vitamine D (également connue sous le nom de gc-globuline) et est le principal métabolite circulant de la vitamine D,. Le calcifédiol a une demi-vie d'élimination d'environ 15 à 30 jours,.
Le calcifédiol est ensuite hydroxylé en position 1-alpha dans les reins pour former du 1,25-(OH) 2 D 3, du calcitriol,. Cette réaction enzymatique de la 25(OH)D-1α-hydroxylase est réalisée exclusivement par le CYP27B1, qui est fortement exprimé dans les reins où il est principalement régulé par l'hormone parathyroïdienne, mais aussi par le FGF23 et le calcitriol lui-même,,. Le CYP27B1 est également exprimé dans un certain nombre d'autres tissus, y compris les macrophages, les monocytes, les kératinocytes, le placenta et la glande parathyroïde, et il a été démontré que la synthèse extra-rénale de calcitriol à partir de calcifédiol a des effets biologiques dans ces tissus,.
Le calcifédiol est également converti en 24,25-dihydroxycholécalciférol par 24-hydroxylation. Cette réaction enzymatique est effectuée par le CYP24A1 qui est exprimé dans de nombreux tissus cibles de la vitamine D, y compris les reins, et est induite par le calcitriol. Cela inactivera le calcitriol en acide calcitroïque, mais le 24,25-(OH) 2 D 3 peut lui-même avoir certaines actions biologiques.

## Test sanguin pour la carence en vitamine D
Dans la pratique médicale, un test sanguin pour la 25-hydroxy-vitamine D, 25(OH)D, est utilisé pour déterminer le statut en vitamine D d'un individu. Le nom 25(OH)D fait référence à toute combinaison de calcifédiol (25-hydroxy-cholécalciférol), dérivé de la vitamine D 3, et d'ercalcidiol (25-hydroxy-ergocalciférol), dérivé de la vitamine D 2. La première d'entre elles (également connue sous le nom de 25-hydroxy vitamine D3) est fabriquée par l'organisme ou provient de certains aliments d'origine animale ou de suppléments de cholécalciférol. La seconde (25-hydroxy vitamine D2) provient de certains aliments végétaux ou de suppléments d'ergocalciférol. Les tests cliniques pour le 25(OH)D mesurent souvent le niveau total de ces deux composés ensemble, généralement sans différenciation.
Cette mesure est considérée comme le meilleur indicateur du statut global en vitamine D,,. Les laboratoires américains signalent généralement les niveaux de 25(OH)D en ng/mL. D'autres pays utilisent nmol/L. Multipliez ng/mL par 2,5 pour convertir en nmol/L.
Ce test peut être utilisé pour diagnostiquer une carence en vitamine D et est effectué chez les personnes présentant un risque élevé de carence en vitamine D, lorsque les résultats du test peuvent être utilisés pour soutenir le début d'une thérapie de remplacement avec des suppléments de vitamine D,. Les patients atteints d'ostéoporose, de maladie rénale chronique, de malabsorption, d'obésité et de certaines autres infections peuvent être plus à risque d'être déficients en vitamine D et sont donc plus susceptibles d'avoir ce test. Bien que la carence en vitamine D soit courante dans certaines populations, y compris celles vivant à des latitudes plus élevées ou avec une exposition solaire limitée, le test 25(OH)D n'est généralement pas demandé pour l'ensemble de la population. Les médecins peuvent conseiller aux patients à faible risque de prendre des suppléments de vitamine D en vente libre au lieu de subir un dépistage.
C'est la mesure la plus sensible, bien que les experts aient appelé à une standardisation et une reproductibilité améliorées des différents laboratoires,. Selon MedlinePlus, la plage recommandée de 25(OH)D est de 20 à 40 ng/mL (50 à 100 nmol/L) bien qu'ils reconnaissent que de nombreux experts recommandent 30 à 50 ng/mL (75 à 125 nmol/L). La plage normale varie considérablement en fonction de plusieurs facteurs, notamment l'âge et la situation géographique. Une large gamme de référence de 20 à 150 nmol/L (8-60 ng/mL) a également été suggéré, tandis que d'autres études ont défini des niveaux inférieurs à 80 nmol/L (32 ng/mL) comme indiquant une carence en vitamine D.
L'augmentation des niveaux de calcifédiol jusqu'à des niveaux de 80 nmol/L (32 ng/mL) sont associés à l'augmentation de la fraction de calcium absorbée par l'intestin. L'excrétion urinaire de calcium équilibre l'absorption intestinale du calcium et n'augmente pas avec les niveaux de calcifédiol jusqu'à ~400 nmol/L (160 ng/ml).

## Supplémentation
Des suppléments de calcifédiol ont été utilisés dans certaines études pour améliorer le statut en vitamine D. Les indications de leur utilisation incluent la carence ou l'insuffisance en vitamine D, le rachitisme réfractaire (rachitisme résistant à la vitamine D ), l'hypophosphatémie familiale, l'hypoparathyroïdie, l'hypocalcémie et l'ostéodystrophie rénale et, avec le calcium, dans l'ostéoporose primaire ou induite par les corticostéroïdes.
Le calcifédiol peut présenter des avantages par rapport au cholécalciférol pour la correction des états de carence en vitamine D. Un examen des résultats de neuf essais contrôlés randomisés comparant les doses orales des deux a révélé que le calcifédiol était 3,2 fois plus puissant que le cholécalciférol. Le calcifédiol est mieux absorbé par l'intestin et a une plus grande affinité pour la protéine de liaison à la vitamine D, ce qui augmente sa biodisponibilité. Le calcifédiol administré par voie orale a une demi-vie beaucoup plus courte avec une élimination plus rapide. Ces propriétés peuvent être bénéfiques chez les personnes souffrant de malabsorption intestinale, d'obésité ou traitées avec certains autres médicaments.
En 2016, la FDA a approuvé une formulation de calcifédiol (Rayaldee) de 60 microgrammes par jour comme médicament sur ordonnance pour traiter l'hyperparathyroïdie secondaire chez les patients atteints d'insuffisance rénale chronique.

## Histoire
Les recherches du laboratoire d'Hector DeLuca ont identifié la 25(OH)D en 1968 et ont montré que le foie était nécessaire à sa formation. L'enzyme responsable de cette synthèse, la cholécalciférol 25-hydroxylase, a été isolée dans le même laboratoire par Michael F. Holick en 1972.

## Recherches
Des études sont en cours comparant les effets du calcifédiol à d'autres formes de vitamine D, dont le cholécalciférol, dans la prévention et le traitement de l'ostéoporose,.